# Pseudorhaphitoma pyramis
Pseudorhaphitoma pyramis é uma espécie de gastrópode do gênero Pseudorhaphitoma, pertencente a família Mangeliidae.